# مجدل بني فاضل
مجدل بني فاضل  قرية فلسطينية في محافظة نابلس شمال الضفة الغربية. يبلغ عدد سكانها حوالي 2,907 نسمة حسب التعداد العام للسكان عام 2017، وتبلغ مساحتها 28000 دونم وهي من القرى المحتلة عام النكسة.

## التسمية
ويُقال أنّ مجدل بني فاضل سميت بهذا الاسم نسبة إلى قبيلة بني فاضل التي كانت تسكن قرية الساوية.

## الجغرافيا
تقع قرية مجدل بني فاضل في وسط فلسطين، في الجزء الشمالي الشرقي من الضفة الغربية، إلى الجنوب من مركز مدينة نابلس بحوالي 18 كم. وتبلغ مساحتها قرابة 28000 دونم، تشكل المساحة العمرانية منها قرابة 160 دونم. يحيط بها من الشرق قريتي الجفتلك، ومن الشمال بلدة عقربا، ومن الغرب بلدة قصرة، أما من الجنوب فيحدها قرية دوما.

## التاريخ
عثر على قطع أثرية تعود إلى العصور الرومانية، البيزنطية والمملوكية والأيوبي في القرية.

### العهد العثماني
تبعت مجدل بني فاضل إلى الإمبراطورية العثمانية عام 1517، في عام 1596 ظهرت مجدل بني فاضل لأول مرة في سجلات الضرائب العثمانية وكانت تتبع إلى ولاية جبل قبل لواء نابلس وكان عدد السكان 18 أسرة. حيث دفعوا معدل ثابت للضريبة بنسبة 33,3٪ على المنتجات الزراعية المختلفة، مثل القمح، والشعير، والمحاصيل الصيفية، والزيتون، والماعز، وخلايا النحل.
ذكر إدوارد روبنسون إلى أن مجدل بني فاضل يقع في منطقة البيتاوي شرق نابلس في عام 1838، وفي عام 1852 أشار فان دي فيلدي إلى أن "الحجارة القديمة الكبيرة المحفورة تثبت بشكل كاف أن هذا المكان كان ذات يوم موقعًا قديمًا".
في عام 1882 ذكر صندوق استكشاف فلسطين بأنها "قرية صغيرة على قمة تل، مع الزيتون في الجنوب والغرب، ومكان مقدس صغير في الجنوب الشرقي. توجد كهوف في الشرق، وهناك قبور وآبار صخرية بالقرب من القرية ".

### الانتداب البريطاني
في عام 1917، سقطت مجدل بني فاضل بيد الجيش البريطاني، ودخلت البلدة مع باقي فلسطين مظلة الانتداب البريطاني على فلسطين عام 1920، وأصبحت مجدل بني فاضل تتبع قضاء نابلس في تلك الفترة حتى وقوع النكبة.
أجرت سلطات الانتداب البريطاني تعدادا عاما للسكان عام 1922، وقد بلغ عدد السكان حوالي 199 نسمة جميعهم مسلمين،  ثم تزايد العدد حتى وصل إلى 310 نسمة جميعهم مسلمين في تعداد عام 1931. أما في تعداد عام 1945، تزايد عدد سكان مجدل بني فاضل إلى حوالي 430 نسمة جميعهم مسلمين، وتبلغ مساحتها 28022 دونم.

### الحكم الأردني
في أوائل خمسينيات القرن العشرين أتبعت دوما للحكم الأردني بين حربي 1948 و1967، وكان عدد سكانها آنذاك حوالي 628 نسمة عام 1961،  وكانت تتبع إدارياً إلى قضاء نابلس.

### النكسة
سقطت مجدل بني فاضل في يد الاحتلال بعد حرب النكسة.

### السلطة الفلسطينية
بعد تأسيس السلطة الفلسطينية، قسمت أراضي القرية إلى قسمين: الأول شكل حوالي 18% من مساحة القرية الكلية وعرف باسم المنطقة «ب»، بينما القسم الآخر والذي شكل النسبة المتبقية عرف باسم المنطقة «ج».

## السكان
دخلت فلسطين وفود كبيرة عبر العصور من تجار وغيرهم وذلك لموقعها الهام كنقطة وصل بين القارات، ومركز للحضارات والأديان. يبلغ عدد سكان مجدل بني فاضل حاليا حوالي 2,907 نسمة جميعهم من المسلمين وذلك حسب التعداد العام للسكان 2017 الذي أجراه الجهاز المركزي للإحصاء الفلسطيني.
| السنة      | (1922) | (1945) | (1967) | (تعداد 1987) | (تعداد 2004) | (تعداد 2007) | (2017) |
| ---------- | ------ | ------ | ------ | ------------ | ------------ | ------------ | ------ |
| عدد السكان | 199    | 430    | 628    | 969          | 1957         | 2846         | 2907   |

### عائلات القرية
بحسب المجلس القروي في عام 2013 ينتمي سكان القرية إلى عائلتين كبيرتين هما عائلة زين الدين التي تضم العائلات ( رباح، السلعوس، دبوس، خضير، الفقه والصادود) و عائلة عثمان وتضم العائلات (الخطيب، عودة، الخليل، آل إعمر، جوهر) اللتان تنحدران من أصول متنوعة.

## مؤسسات القرية
يدير القرية مجلس قروي يأتي أعضائه بالانتخاب كل أربع سنوات. وفيها ثلاث مدارس حكومية، وعيادة صحية حكومية، ومسجدان، وجمعيات، وناد رياضي.

## الاستيطان
تحيط بالقرية العديد من المستوطنات، المستوطنات من الجهة الشرقية الجنوبية مستوطنة معالي افرايم، ومن الجهة الغربية مستوطنة مجداليم ومن الجهة الشمالية الشرقية جيتيت وقد شكلت هذه المستوطنات العديد من الاعتداء على المواطنين والممتلكات.